# Tràn dầu

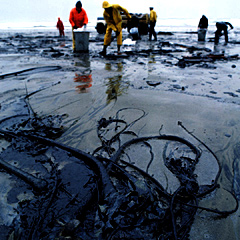
Bãi biển sau vụ dầu tràn

Tràn dầu là sự giải phóng hydrocarbon dầu mỏ lỏng vào môi trường do các hoạt động của con người và gây ra ô nhiễm môi trường. Thuật ngữ này thường đề cập đến các vụ dầu tràn xảy ra trong môi trường biển hoặc sông. Dầu có thể bao gồm nhiều loại khác nhau từ dầu thô, các sản phẩm lọc dầu (như xăng hoặc dầu diesel), bồn chứa dầu của các tàu, dầu thải hoặc chất thải dính dầu. Việc phát tán này có thể cần hàng tháng hoặc thậm chí hàng năm để có thể dọn sạch.
Dầu cũng được giải phóng vào môi trường do rò rỉ tự nhiên từ các cấu trúc địa chất chứa dầu dưới đáy biển. Hầu hết các vụ ô nhiễm dầu do con người đều từ hoạt động trên mặt đất, nhưng các vấn đề nổi trội đặc biệt hướng về các hoạt động vận chuyển dầu trên biển.

## Tác động môi trường

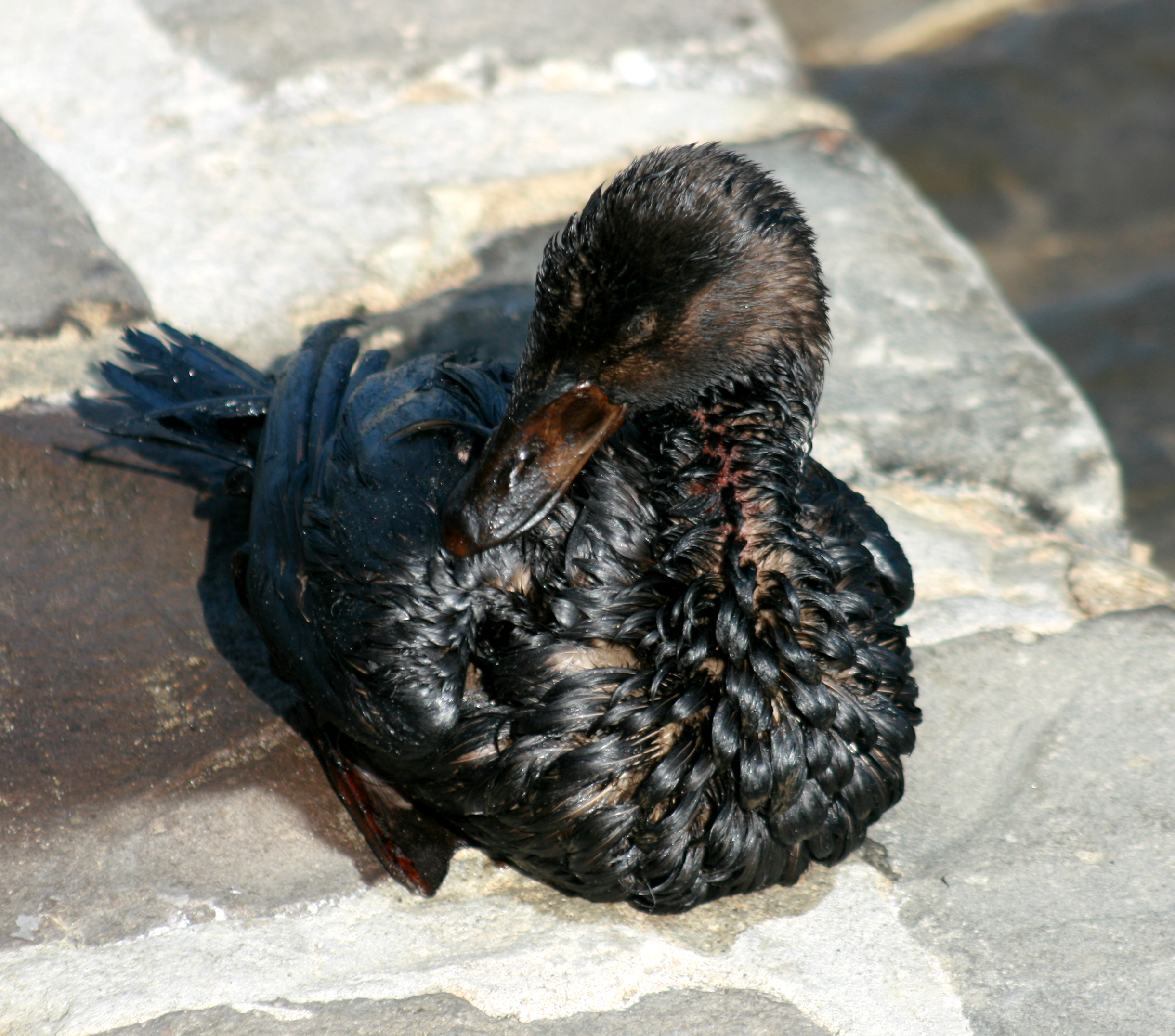
Con vịt bị dính dầu do vụ tràn dầu vịnh San Francisco năm 2007.

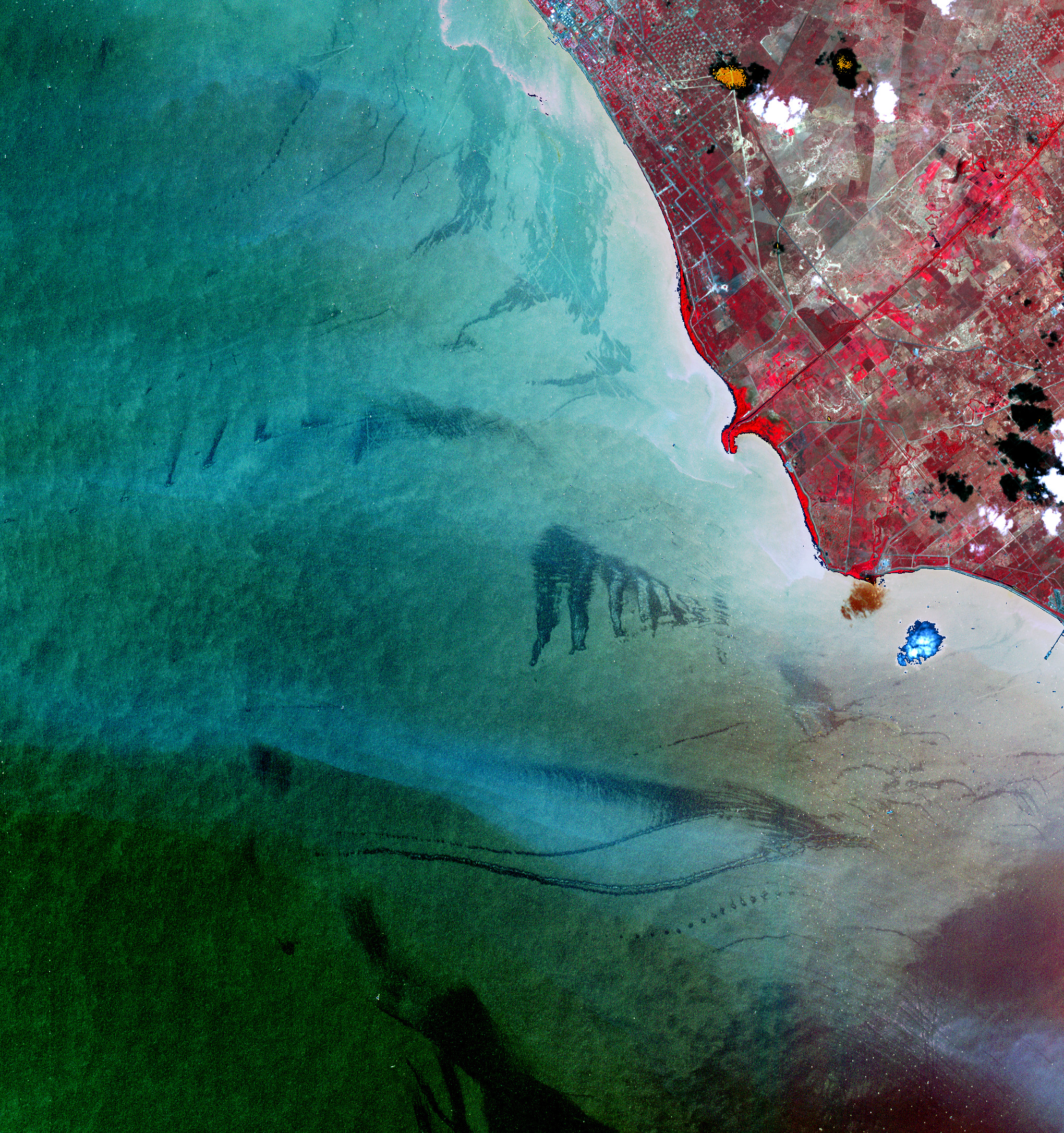
Các vệt dầu (màu đen) trên hồ Maracaibo.

Dầu thấm qua bộ lông của chim biển, làm giảm khả năng cách ly của lông, và vì vậy làm cho chim trở nên dễ tổn thương với sự thay đổi nhiệt độ bất thường và làm giảm độ nổi trên mặt nước của chúng. Nó cũng làm giảm khả năng bay của chim, càng làm chúng khó thoát các động vật săn mồi. Khi cố gắng rỉa lông, chim thường nuốt dầu vào bụng, dẫn tới làm hại thận, thay đổi chức năng của phổi, và kích thích hệ tiêu hóa. Các vấn đề này và khả năng hấp thu thức ăn bị hạn chế gây ra sự mất nước và mất cân bằng trao đổi chất. Sự thay đổi cân bằng hormon bao gồm luteinizing protein cũng có thể xảy ra ở một số loài chim khi tiếp xúc với dầu. Hầu hết chim bị ảnh hưởng bởi dầu tràn đều chết, trừ khi có sự can thiệp của con người.
Các động vật có vú biển bị dính dầu cũng bị ảnh hưởng tương tự như với chim. Dầu phủ lên bộ lông của rái cá và hải cẩu làm giảm khả năng trao đổi chất và làm giảm thân nhiệt. Khi ăn phải dầu, động vật sẽ bị chứng mất nước và giảm khả năng tiêu hóa.
Do dầu nổi trên mặt nước làm ánh sáng giảm khi xuyên vào trong nước, nó hạn chế sự quang hợp của các thực vật biển và phytoplankton. Điều này làm giảm lượng cá thể của hệ động vật và ảnh hưởng đến chuỗi thức ăn trong hệ sinh thái.

## Ước tính thể tích dầu tràn
Bằng cách quan sát bề dày của ván dầu và màu sắc của chúng trên mặt nước, người ta có thể ước tính khối lượng dầu đã tràn. Nếu biết được diện tích bề mặt của lớp dầu tràn, thì có thể tính được tổng thể tích của dầu.
Hệ thống mô hình tràn dầu đã được sử dụng trong công nghiệp và chính phủ để hỗ trợ công tác lập kế hoạch và ra quyết định khẩn cấp. Tiêu chí quan trọng trong mô hình dự đoán tràn dầu là miêu tả đầy đủ về gió và dòng chảy. Có một chương trình mô phỏng tràn dầu trên toàn cầu (WOSM) đã được đưa ra.
|                     | Bề dày ván dầu | Bề dày ván dầu | Khối lượng lan truyền | Khối lượng lan truyền |
| Màu sắc             | in             | mm             | gal/sq mi             | L/ha                  |
| ------------------- | -------------- | -------------- | --------------------- | --------------------- |
| Khó nhìn thấy       | 0,0000015      | 0,0000380      | 25                    | 0,370                 |
| Ánh bạc             | 0,0000030      | 0,0000760      | 50                    | 0,730                 |
| Vết màu             | 0,0000060      | 0,0001500      | 100                   | 1,500                 |
| Các dãi màu sáng    | 0,0000120      | 0,0003000      | 200                   | 2,900                 |
| Màu chuyển sang tối | 0,0000400      | 0,0010000      | 666                   | 9,700                 |
| Màu tối hơn         | 0,0000800      | 0,0020000      | 1332                  | 19,500                |

## Các vụ tràn dầu lớn ở các nơi trên thế giới
| Tràn/ Bể chứa                     | Vị trí                                  | Ngày                                   | *Tấn dầu thô      | Tham khảo     |
| --------------------------------- | --------------------------------------- | -------------------------------------- | ----------------- | ------------- |
| Tràn dầu vịnh War                 | Vịnh Ba Tư                              | 21 tháng 1 năm 1991                    | 136.000–1.500.000 | [ 8 ] [ 9 ]   |
| Giếng dầu Ixtoc I                 | Vịnh Mexico                             | 3 tháng 6 năm 1979–23 tháng 3 năm 1980 | 454.000–480.000   | [ 10 ]        |
| Atlantic Empress / Aegean Captain | Trinidad và Tobago                      | 19 tháng 7 năm 1979                    | 287.000           | [ 11 ] [ 12 ] |
| Fergana Valley                    | Uzbekistan                              | 2 tháng 3 năm 1992                     | 285.000           | [ 9 ]         |
| Mỏ dầu Nowruz                     | Vịnh Ba Tư                              | tháng 2 năm 1983                       | 260.000           | [ 13 ]        |
| ABT Summer                        | 1.300 km ngoài khơi Angola              | 1991                                   | 260.000           | [ 11 ]        |
| Castillo de Bellver               | Vịnh Saldanha, Nam Phi                  | 6 tháng 8 năm 1983                     | 252.000           | [ 11 ]        |
| Amoco Cadiz                       | Brittany, Pháp                          | 16 tháng 3 năm 1978                    | 223.000           | [ 9 ] [ 11 ]  |
| Thảm hoạn bồn chứa Amoco Haven    | Địa Trung Hải gần Genoa, Ý              | 1991                                   | 144.000           | [ 11 ]        |
| Odyssey                           | 1.300 km ngoài khơi Nova Scotia, Canada | 1988                                   | 132.000           | [ 11 ]        |
| Biển Star                         | Vịnh Oman                               | 19 tháng 12 năm 1972                   | 115.000           | [ 9 ] [ 11 ]  |
| Torrey Canyon                     | Scilly Isles, UK                        | 18 tháng 3 năm 1967                    | 80.000–119.000    | [ 9 ] [ 11 ]  |
| Irenes Serenade                   | Vịnh Navarino, Hy Lạp                   | 1980                                   | 100.000           | [ 11 ]        |
| Urquiola                          | A Coruña, Tây Ban Nha                   | 12 tháng 5 năm 1976                    | 100.000           | [ 11 ]        |
| Exxon Valdez [b]                  | Vịnh Alaska                             | 24 tháng 3 năm 1989                    | 35.000            | [ 14 ]        |

a Một tấn dầu thô tương đương 308 gallon Mỹ hay 7,33 thùng.
b Dùng để so sánh